# Ochtezeele
 Ochtezeele là một xã ở trong tỉnh Nord ở miền bắc nước Pháp. Xã này có diện tích 5,58 kilômét vuông, dân số năm 1999 là 242 người. Xã nằm ở khu vực có độ cao trung bình 24 mét trên mực nước biển.
Sông Peene Becque chảy qua đây.